# Gedinne
Gedinne (en való Djedene) és un municipi belga de la província de Namur a la regió valona. Limita amb els municipis de Houyet, Rochefort, Beauraing, Wellin, Daverdisse, Givet, Fromelennes i Hargnies. L'1 de gener del 2024 tenia 4.679 habitants.